# Irakischer Regierungsrat
Der irakische Regierungsrat (arabisch مجلس الحكم العراقي, DMG Maǧlis al-Ḥukm al-ʿIrāqī) war ein vorübergehendes politisches Gremium nach dem Irakkrieg. Er wurde am 13. Juli 2003 vom amerikanischen Zivilverwalter in Bagdad, Paul Bremer, eingesetzt und löste sich am 1. Juni 2004 durch Beschluss seiner Mitglieder vorzeitig auf.
Den Vorsitz des Regierungsrates hatte seit der Ermordung von Ezzedine Salim am 17. Mai 2004 der sunnitische Ratsvertreter Ghazi al-Yawar.
Der Vorsitz wechselte turnusmäßig monatlich zwischen neun Ratsmitgliedern.
In dem 25-köpfigen Rat waren die irakischen Volksgruppen und Glaubensrichtungen wie folgt vertreten:
- 13 Schiiten,
- fünf Kurden,
- fünf sunnitische Araber,
- eine Turkomanin und
- ein Christ.

Diese bestimmten als erste Amtshandlung den 9. April, den Tag des Sturzes von Saddam Hussein, zum neuen Nationalfeiertag.
Der Rat war ermächtigt, folgende Aufgaben wahrzunehmen:
- Minister ein- und abzusetzen,
- die irakische Politik zu formulieren und zu lenken,
- das Budget festzusetzen sowie
- eine neue Verfassung zu erarbeiten.

Für die innere Sicherheit blieben aber weiterhin die USA zuständig.

## Vorsitzende des Regierungsrates
| Name                  | Beginn der Amtszeit | Ende der Amtszeit  |
| --------------------- | ------------------- | ------------------ |
| Muhammad Bahr al-Ulum | 13. Juli 2003       | 31. Juli 2003      |
| Ibrahim al-Dschafari  | 1. August 2003      | 31. August 2003    |
| Ahmad Tschalabi       | 1. September 2003   | 30. September 2003 |
| Iyad Allawi           | 1. Oktober 2003     | 31. Oktober 2003   |
| Dschalal Talabani     | 1. November 2003    | 30. November 2003  |
| Abd al-Aziz al-Hakim  | 1. Dezember 2003    | 31. Dezember 2003  |
| Adnan Patschatschi    | 1. Januar 2004      | 31. Januar 2004    |
| Mohsen Abdel Hamid    | 1. Februar 2004     | 29. Februar 2004   |
| Muhammad Bahr al-Ulum | 1. März 2004        | 31. März 2004      |
| Masud Barzani         | 1. April 2004       | 30. April 2004     |
| Ezzedine Salim        | 1. Mai 2004         | 17. Mai 2004       |
| Ghazi al-Yawar        | 17. Mai 2004        | 28. Juni 2004      |